# Die Filzlaus
Die Filzlaus (Originaltitel: L’Emmerdeur, deutsch: Die Nervensäge) ist eine französisch-italienische Filmkomödie von Édouard Molinaro mit Lino Ventura und Jacques Brel. Ein Profikiller wird unfreiwillig zum Lebensretter für einen lebensmüden Ehemann. Das Drehbuch des Films basiert auf dem von Francis Veber verfassten Theaterstück Le contrat. Das Stück wurde im September 1970 in Paris uraufgeführt und war auch bei seiner Neuaufnahme 2005 ein großer Publikumserfolg. In der DDR lief der Film unter dem Titel Die Klette.

## Handlung
Louis Randoni liegt eines Morgens im Bett. Als der Hausmeister Randonis falsch geparktes Auto zur Seite fahren will, explodiert eine Autobombe, der Mann kommt ums Leben. Randoni will demnächst in einem Prozess in Montpellier eine Aussage von enormer politischer Brisanz machen. Er steht nach dem Attentatsversuch unter verstärktem Polizeischutz. Nun wird von den unbekannten Hintermännern der Profikiller Ralph Milan engagiert. 
Nachdem er den ersten Attentäter beseitigt hat, quartiert er sich in Montpellier in einem Hotel gegenüber dem schwer gesicherten Justizpalast ein. Von dort aus will er mit einem Scharfschützengewehr den Auftrag erledigen. Milans Vorbereitungen werden allerdings behindert durch den Selbstmordversuch seines Zimmernachbarn, des lebensmüden Hemdenvertreters Pignon, der sich im Badezimmer aufhängen wollte. Seine Frau hat ihn verlassen und lebt jetzt bei dem Psychiater Fuchs in Montpellier. Um Aufsehen zu vermeiden und die Polizei fernzuhalten, beschließt der eher wortkarge und mürrische Einzelgänger Milan, sich um den verzweifelten und pausenlos quasselnden Pignon zu kümmern. Der dankbare Pignon bekennt dem dafür allerdings wenig empfänglichen Killer seine Zuneigung. 
Es findet ein Rollentausch statt; binnen weniger hektischer Stunden wird aus dem professionellen Verfolger ein Verfolgter. Nachdem Pignon bei einem ersten Zusammentreffen von seiner Exfrau zurückgewiesen worden ist, hat er wiederum einen depressiven Schub und steht plötzlich auf dem Außensims des Hotels, was von der Menschenmenge vor dem Justizpalast bemerkt wird. Bei seiner erneuten Rettung kommt Milan selbst in Lebensgefahr und fällt auf einen Balkon des unteren Stockwerks. Nach der Rückkehr ins Zimmer ist er völlig apathisch. Fuchs taucht im Hotel auf, hält Milan für Pignon und verabreicht ihm eine Beruhigungsspritze. Pignon ist dabei und gibt sich nicht zu erkennen, um vom Nebenbuhler Näheres über seine Frau zu erfahren. In einer Kraftanstrengung macht sich der benommene Milan mit Pignon zu Fuchs’ Klinik auf und zwingt ihn, ihm ein Gegenmittel zu verabreichen, damit er in der Lage ist, seinen Auftrag zu erledigen. 
Der Vertreter und der Killer scheitern schließlich darin, ihre jeweilige „Aufgabe“ zu erfüllen. Pignon verzichtet zu Gunsten seines „Lebensretters“ sogar auf die zurückgewonnene Ehefrau, die doch Auslöser seines Selbstmordplans war. Nach Pignons starkem und Fuchs’ schwachem Auftritt in der Klinik hält sie nun den Arzt und nicht mehr Pignon für einen Versager. Milans geplantes Attentat scheitert. Im Kugelhagel der Polizei verwundet, versucht der Killer noch mit Pignon aus dem Hotel zu entkommen. Beiden bleibt ihre neugewonnene, seltsame Beziehung – bis hinein ins Gefängnis.

## Premiere
Kinopremiere in Frankreich war am 20. September 1973. In Deutschland kam der Film am 22. Februar 1974 erstmals in die Kinos.
In Frankreich hatten ihn schon in der ersten Aufführungswoche über 120.000 Besucher gesehen, nach einem Monat bereits über eine Million. Auch im Ausland setzte sich dieser kommerzielle Erfolg fort.

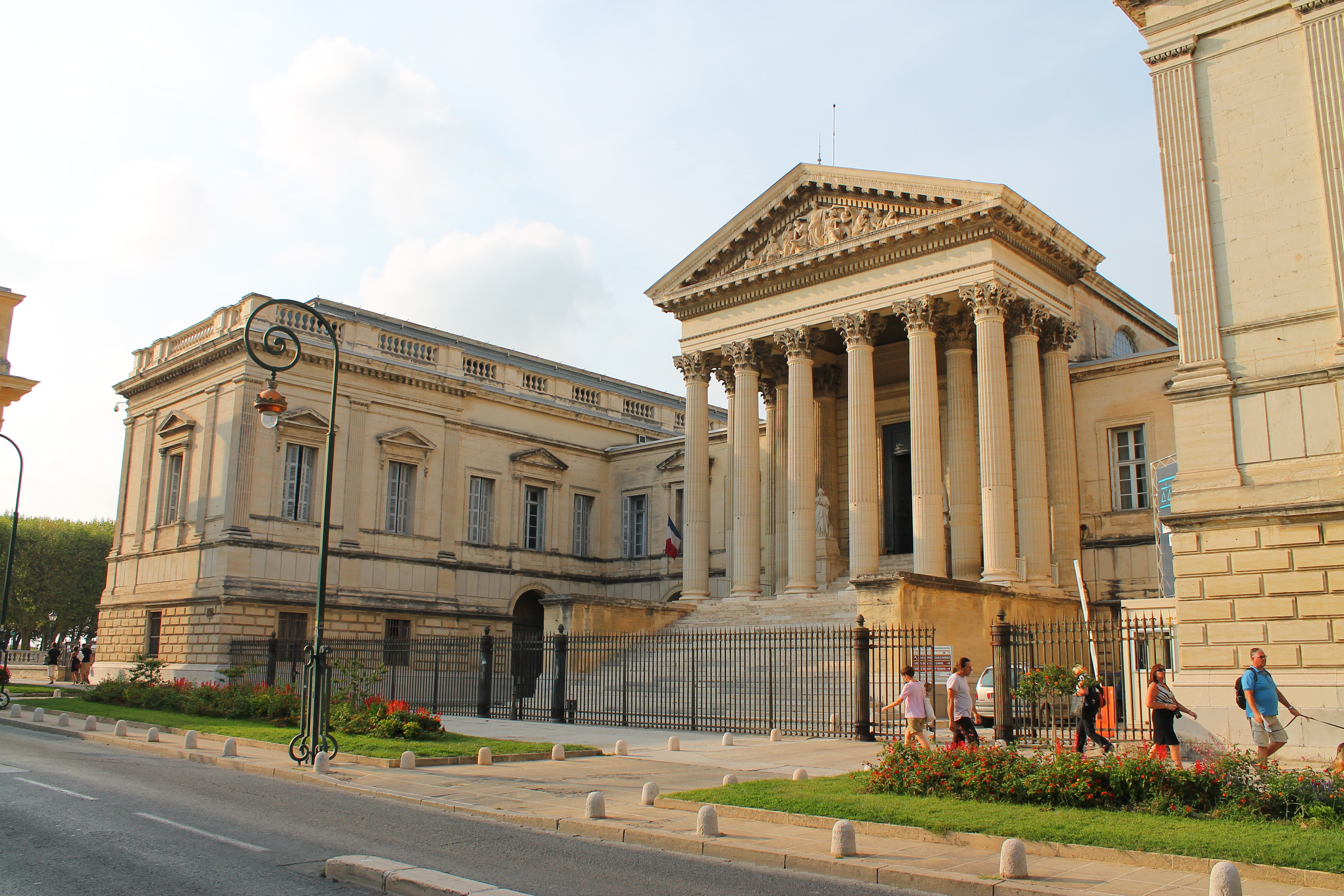
Drehort: Cour d’Appel de Montpellier, Rue Foch

## Remakes
- Hollywood versuchte 1981 an den großen Erfolg des Originals anzuknüpfen. Metro-Goldwyn-Mayer ließ von dem Starregisseur Billy Wilder eine Neuverfilmung unter dem Titel Buddy Buddy erstellen. Die Rollen von Lino Ventura und Jacques Brel spielten Walter Matthau und Jack Lemmon.
- Mit Richard Berry und Patrick Timsit in den Hauptrollen folgte 2008 unter dem Titel Der Killer und die Nervensäge ein weiteres Remake, bei dem Autor Francis Veber selbst die Regie übernahm.
- 2012 erschien eine indische Verfilmung mit dem Titel Bamboo.[2]

## Trivia
- Regisseur Edouard Molinaro meinte: „Der Film schildert ein wenig das Eindringen des Schwanks in den Film noir“.
- Molinaro hat einen Kurzauftritt als Café-Besitzer/Barkeeper. Dabei hält er eine Schallplatte von Jacques Brel in Händen.
- Die deutsche Synchronisation von Rainer Brandt wird gelegentlich als „flapsig“ und „allzu schnoddrig“ bezeichnet (Zurhorst/Just). Sie bewegt sich zumindest stellenweise an der Grenze zum Albernen.
- Der von Milan gefahrene Mietwagen war ein BMW 2000 Touring.[3]
- Der italienisch-französische Film IL ROMPIBALLE … ROMPE ANCORA/Fantasia chez les ploucs mit Lino Ventura von 1971 wurde in Deutschland später unter dem Titel Die Filzlaus kehrt zurück vermarktet. Inhaltlich besteht jedoch kein Zusammenhang zum Film Die Filzlaus.

## Kritiken
„Streckenweise amüsante, manchmal in die Nähe des Klamauks geratene Komödie; vorzüglich gespielt.“

„Edouard Molinaro drehte eine Qualitätsklamotte, die zwar auf Hintergrund verzichtet, aber durch zielsicheren Witz besticht. Der Todesprofi als permanenter Lebensretter – eine groteske Situation, die allerdings wirklich nur durch solche Hauptdarsteller abendfüllend wird.“

„Die überaus erfolgreiche Komödie beginnt bewusst langsam, um dann bis zum Finale stetig an Tempo und Dynamik zuzulegen. Lino Ventura, sonst nicht unbedingt im Komödienfach zu Hause, ist sehr komisch als genervter Profikiller. Jacques Brel als weinerlicher Spießer mit Selbstmordgelüsten ist die perfekte Ergänzung.“

„Francis Veber schrieb das Drehbuch zu „Die Filzlaus“ nach seinem eigenen Theaterstück. Vielleicht entfaltet sich der Witz auf der Bühne auch besser als auf der Leinwand, denn Handlung und Aktionen wirken in der filmischen Umsetzung doch teilweise arg konstruiert. Und was ausgerechnet den belgischen Chansonnier Jacques Brel dazu bewogen haben mag, gerade diesen Part anzunehmen…“